# Malin Ericsson
Malin Ericsson, född 12 januari 1980, är en svensk före detta friidrottare (stavhopp). Hon tävlade för Enköpings AI och blev svensk mästare i stavhopp år 2000. 

## Personliga rekord
| Utomhus - 100 meter – 12.20 (Göteborg 5 juli 2003) - 200 meter – 24.37 (Eskilstuna 14 juni 2003) - 300 meter – 40.05 (Göteborg 2 september 2005) - 100 meter häck – 14.19 (Sollentuna 11 juni 2000) - Stavhopp – 3,90 (Sollentuna 2 juni 2001) - Längdhopp – 5,57 (Karlskrona 16 augusti 1998) - Tresteg – 12,13 (Norrtälje 1 augusti 2003) | Inomhus - 60 meter – 7.75 (Göteborg 7 februari 2004) - 60 meter häck – 8.69 (Göteborg 22 februari 2004) - Stavhopp – 3,85 (Falun 19 januari 2002) - Längdhopp – 5,51 (Eskilstuna 14 februari 1998) |

### Fotnoter
1. ↑  Wiger 2006, s. 220.
2. 1 2 3 4 5 6 7 8 9 10 11 12  ”Personsida på AllAthletics”. all-athletics.com. Arkiverad från originalet den 26 oktober 2016. http://archive.is/2016.10.26-161319/http://www.all-athletics.com/node/148224. Läst 23 oktober 2016.
3. 1 2  ”Personsida hos IAAF”. iaaf.org. https://www.iaaf.org/athletes/sweden/malin-ericsson-176362. Läst 23 oktober 2016.